# Замок Пенінґбю (Швеція)
Замок Пенінґбю (швед. Penningby slott) — замок у волості Ленна в муніципалітеті Норртельє, Упланд.

## Місцезнаходження
Маєток Пенінґбю відомий з 1339. Здебільшого збережений замковий комплекс із двома розташованими по діагоналі круглими кутовими вежами, на південному заході від яких знаходиться велика криниця, побудована на стратегічному місці поруч із Пенінґбьоном і Весбісйоном, водотоками, які в середні віки та раніше були частиною маршруту між Балтійським морем і Упсалою.

## Історія
Ферма Пенінґбю вперше згадується в 1330-х рр. Залишки середньовічного замку можна знайти в Естенгені за кілька кілометрів від місця нинішнього замку. У 15 столітті на цьому місці був побудований замок. Його поетапно перебудовували. Перебудову розпочала Бірґітта Тордсдоттер Бонд. У 1831 замок був зруйнований пожежею, а будинок і дах були замінені. Пізніше була проведена реставрація вежі. Замок складається з майже квадратної центральної будівлі та двох діагонально розташованих круглих веж. Два нижніх поверхи з кімнатами, перекритими циліндричими склепіннями, збудовані з сірого каменю. Два верхніх, які, ймовірно, були перебудовані в 17 столітті, побудовані з пісковику. Ферма, зображена в праці «Швеція давня і сучасна» Еріка Дальберґа у вигляді двох суміжних будинків на сходах з вежами, була змінена на подвійні садибні дахи за пізнішого власника Андерса Торстенсона близько 1675. Ремонтні креслення того часу і пізніше зберігаються в колекції Берґамара в Національному архіві Швеції.
Май Зеттерлінг знімав свої фільми «Нічна гра» та «Амороза у замку» у 1965 та 1985 рр. відповідно, а в 1973 там знімали телесеріал «Будинок таємниці Сільфверкрони».
Походження назви невідоме. Вона була написана у різних варіантах: Пітінґебю (Pitingæby, 1339), Пенінґебю (Penningaby, 1413), Підінґабю (Pydingaby, 1425), Пінінґебю (Pyningaby, 1478) і Пенінґебю (Penningeby, 1709). У 1360-х у Пенінґбю проживав прапрапрадід Густава І Вази, окружний начальник Нільс Кеттілсон (Ваза). Ларс Туресон (Тре Розор) і його дружина Крістіна Еріксдоттер Джиленстієрна зайняли Пенінґбю в 16 столітті, згідно з інформацією 1543 р. Власність з тих пір належала  родинам Флемінґів, Бієлке, Рюнінґ, Оксеншерна, Торстенсон, Стенбок, Ліллі, Сьок, Браге, Вреде і фон Розен. З 1836 Пенінґбю належав родині Нордстрем. У 1949 замок був перетворений на товариство з обмеженою відповідальністю в рамках родини. У 1951–1953 була проведена реставрація. У 1980 замок оголошено пам’яткою архітектури. Замок нині не заселений і демонструється відвідувачам влітку.

## Зовнішні посилання
- Penningby slott [Архівовано 11 січня 2022 у Wayback Machine.], Svenskt Kulturarv.
- Penningby, Stockholms läns museum.